# چری تیگو ۳ایکس
چری تیگو ۳ایکس (به انگلیسی: Chery Tiggo 3X) که با نام چری تیگو ۲ هم شناخته می‌شود یک خودروی کراس‌اوور در کلاس کامپکت کوچک از شرکت چری است که بر اساس چری ای۱۳ ساخته شده‌است. این خودرو در ایران با نام ام وی ام x22 به بازار عرضه شد.

## بررسی
چری تیگو ۳ایکس در نمایشگاه خودرو پکن ۲۰۱۶ رونمایی شد. قیمت این خودرو در زمان عرضه از ۵۸ هزار و ۹۰۰ یوان تا ۸۳ هزار و ۹۰۰ یوان متغیر بود که همین موضوع این کراس‌اوور را به ارزان‌ترین محصول سری کراس‌اوورهای چری تیگو بدل کرد. چری تیگو ۳ایکس در ابتدا تنها با یک موتور ۱٫۵ لیتری بنزینی با قدرت ۱۰۶ اسب بخار و گشتاور ۱۳۵ نیوتن متر و همراه با یک جعبه‌دنده پنج دنده دستی یا یک جعبه‌دنده چهار دنده اتوماتیک در دسترس بود. یک موتور ۱٫۲ لیتری توربو با قدرت ۱۵۰ اسب بخار از اوایل سال ۲۰۱۷ در دسترس قرار گرفت. موتور ۱٫۲ لیتری توربو به‌همراه جعبه‌دنده شش دنده دستی یا سی‌وی‌تی قابل انتخاب است. تیگو ۳ایکس مستقیماً در زیر تیگو ۳ قرار داشت و با وجود اینکه یک خودروی کاملاً متفاوت بود، هدف از خلقت آن بدل شدن به مدل اسپورت‌تر تیگو ۳ بود. این خودرو در ایران با نام ام‌وی‌ام ایکس۲۲ عرضه شده‌است.

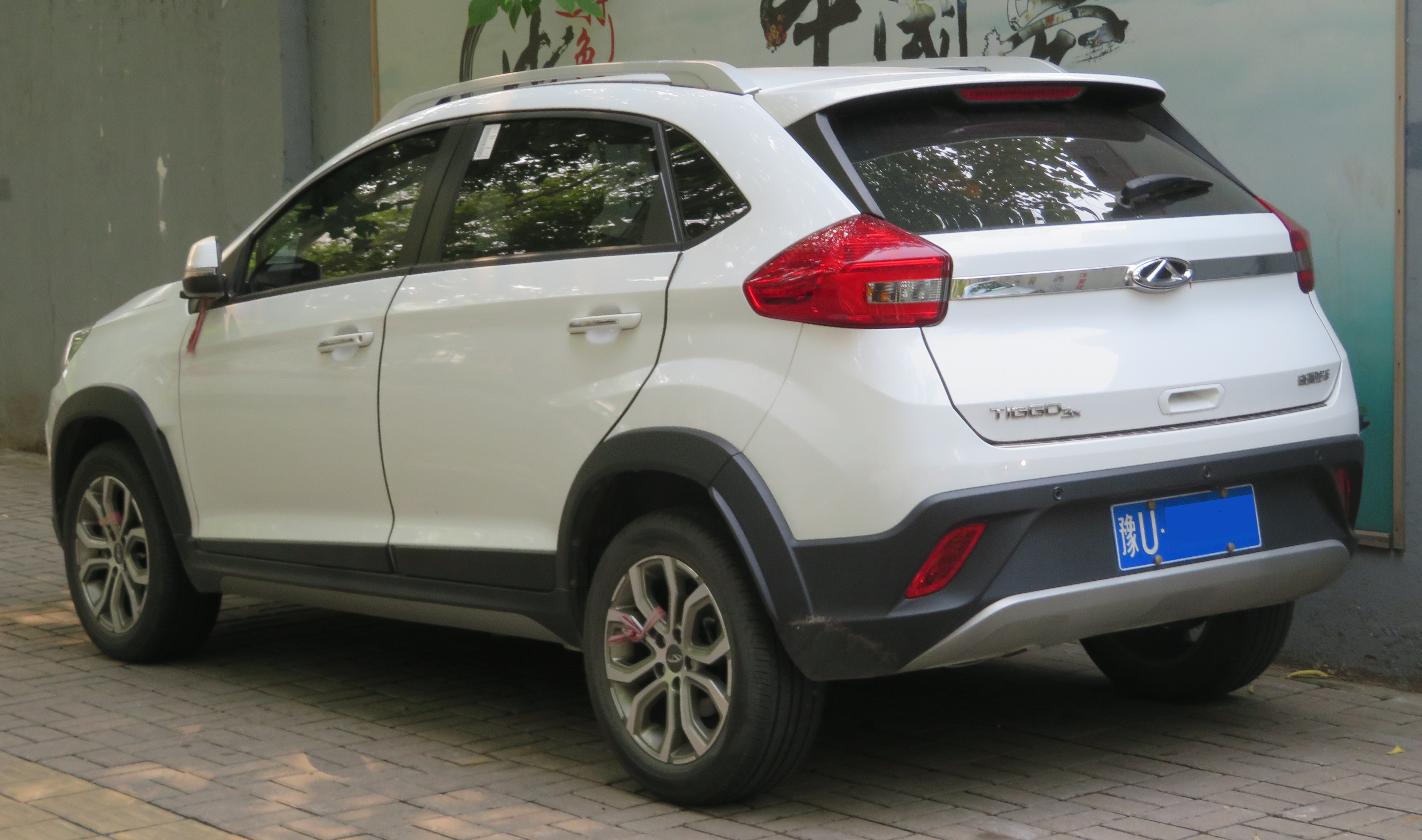
چری تیگو ۳ایکس، نمای عقب
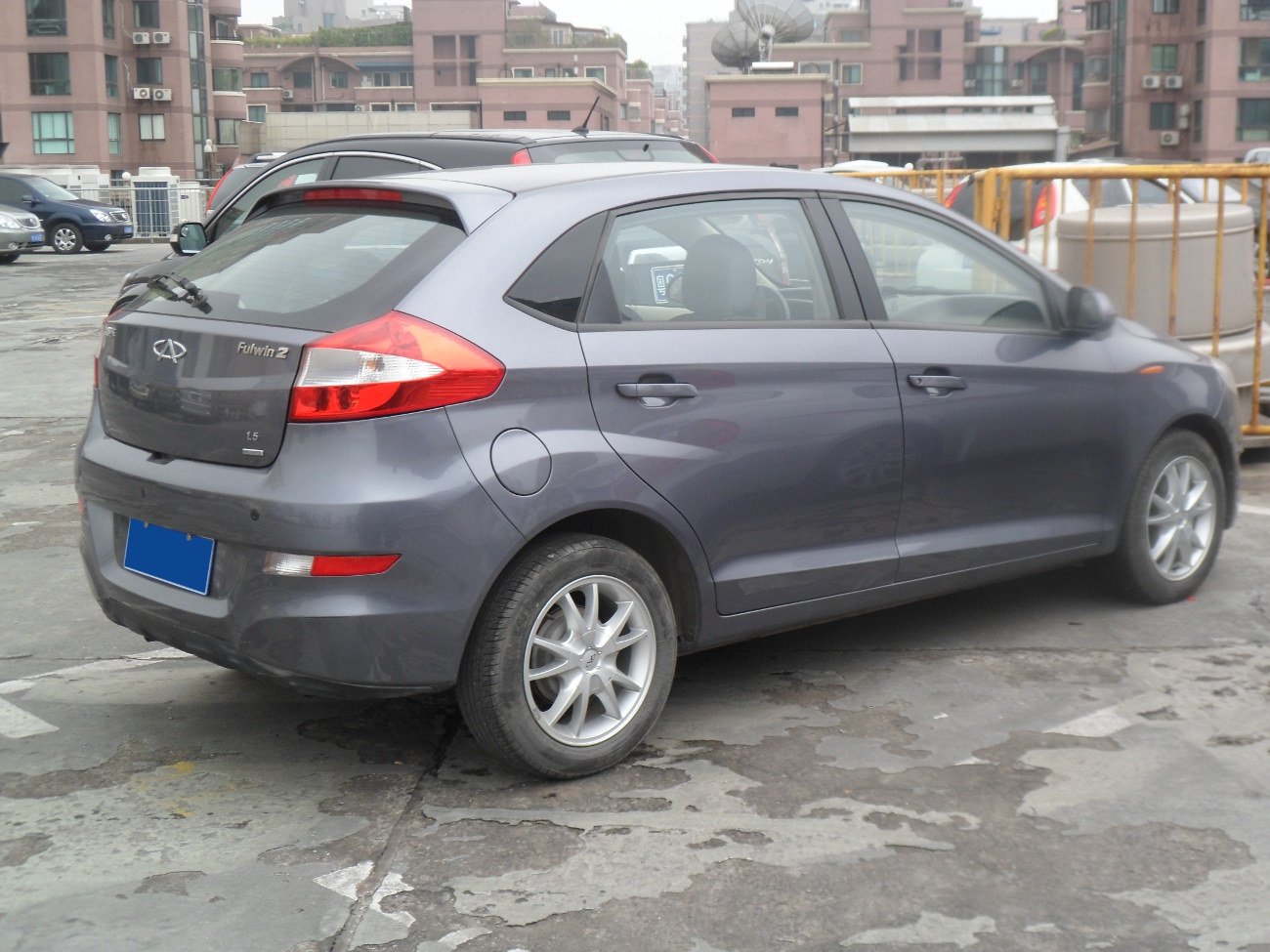
چری ای۱۳، پایه و اساس چری تیگو ۳ایکس
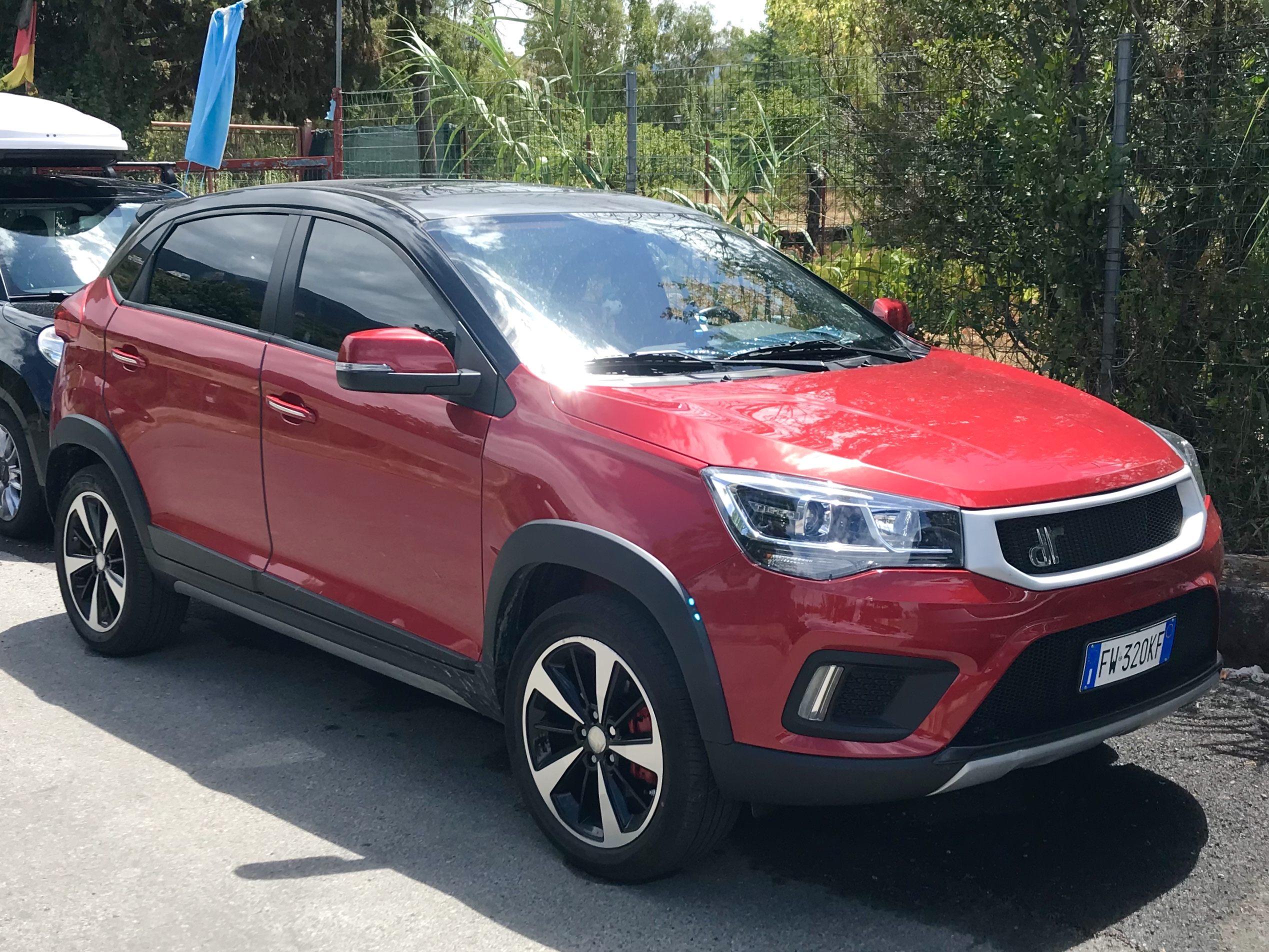
دی‌آر۳ (ایتالیا)

## فیس‌لیفت

### ۲۰۲۰
نسخه فیس‌لیفت چری تیگو ۳ایکس در اوت ۲۰۲۰ با نام چری تیگو ۳ایکس پلاس عرضه شد. تیگو ۳ایکس پلاس با زبان طراحی «Life In Motion 3.0» طراحی شده و دارای نمای جلویی بازطراحی شده در مقایسه با مدل قبل از فیس‌لیفت است. این نسخه با دو موتور عرضه می‌شود: موتور اول یک موتور ۴ سیلندر ۱٫۵ لیتری تنفس طبیعی با قدرت ۱۱۶ اسب بخار و گشتاور ۱۴۳ نیوتون متر که با جعبه‌دنده دستی یا سی‌وی‌تی جفت می‌شود و موتور دوم یک موتور ۳ سیلندر ۱ لیتری توربوشارژر با قدرت ۱۰۲ اسب بخار و گشتاور ۱۵۰ نیوتن متر که با جعبه‌دنده سی‌وی‌تی ۹ سرعته (شبیه‌سازی شده) جفت می‌شود. این خودرو در ایران با نام ام‌وی‌ام ایکس۲۲ پرو عرضه شده‌است.

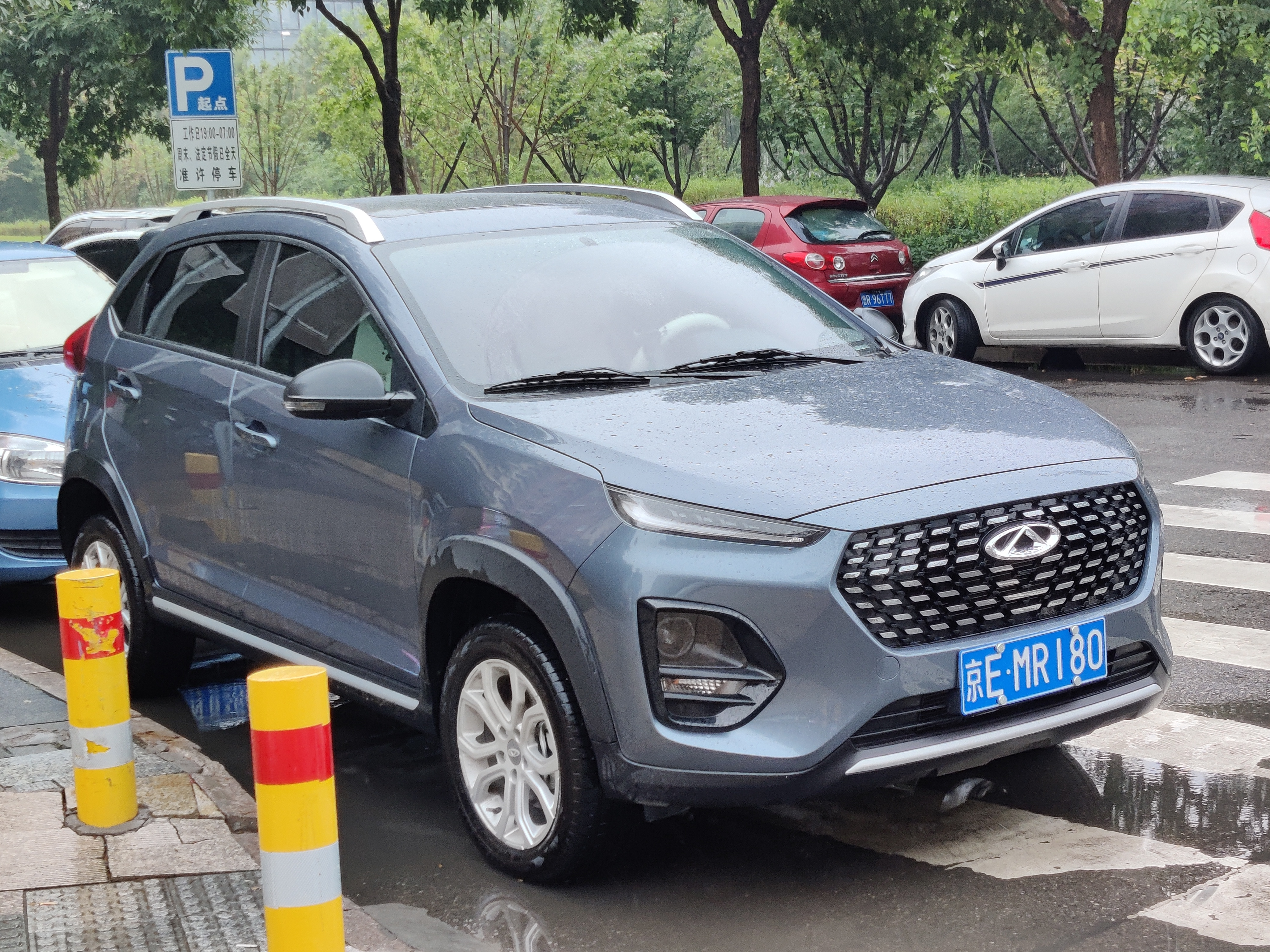
چری تیگو ۳ایکس پلاس، نمای جلو
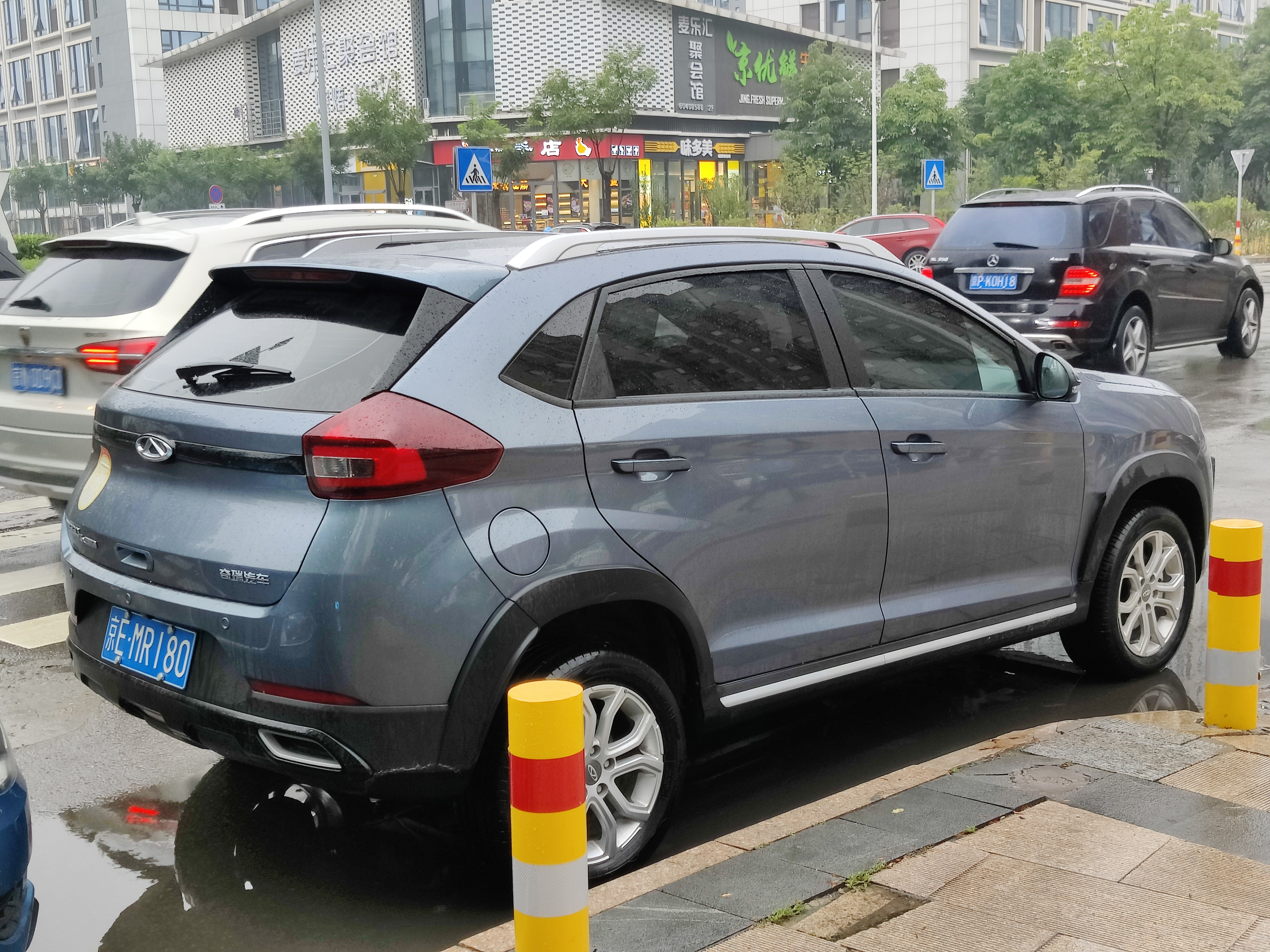
چری تیگو ۳ایکس پلاس، نمای عقب
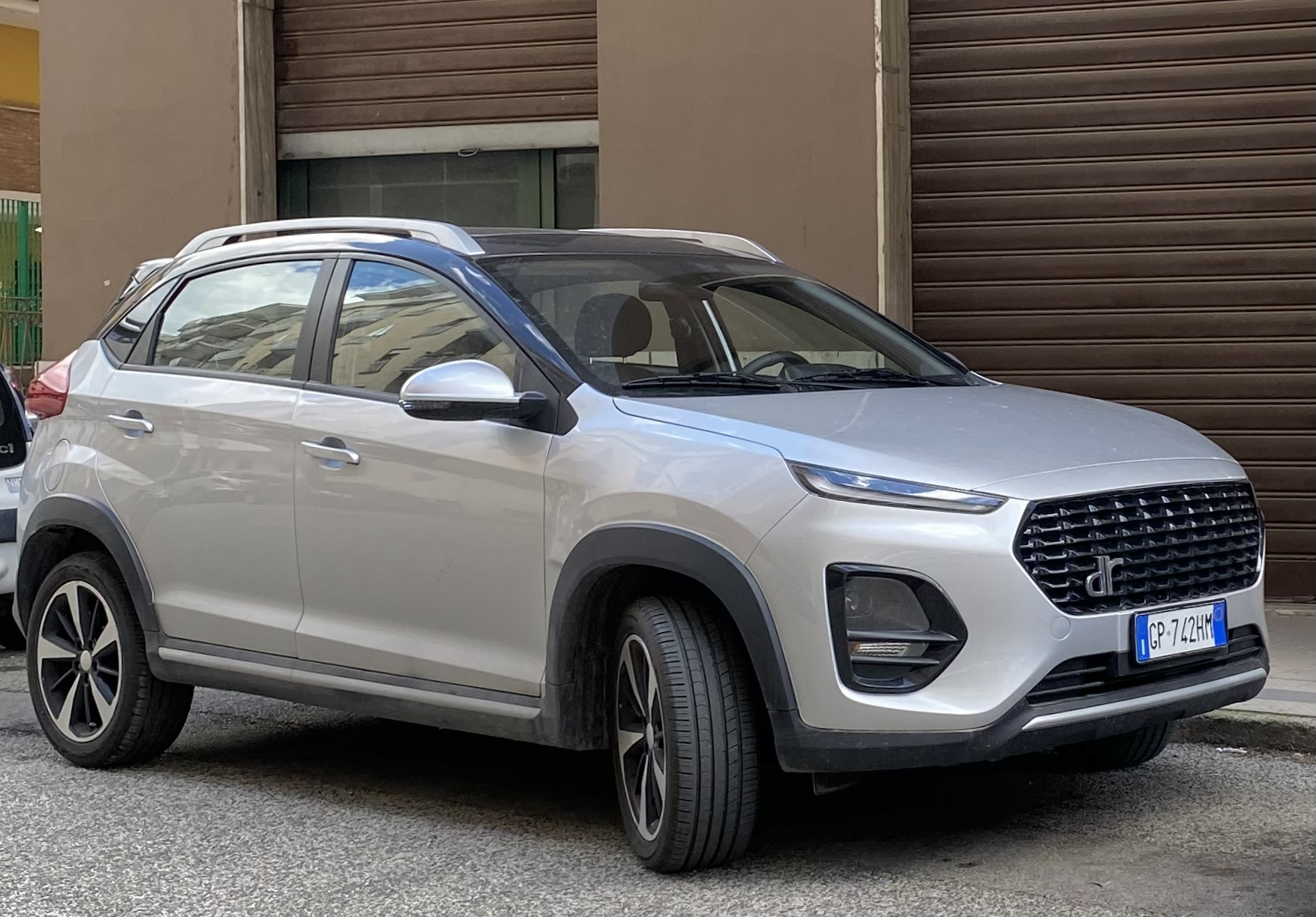
دی‌آر ۳٫۰ (ایتالیا)

### ۲۰۲۳
دومین فیس‌لیفت تیگو ۳ایکس در مه ۲۰۲۳ معرفی شد. در این فیس‌لیفت نمای جلو و عقب بازطراحی شده‌اند. این نسخه همچنان از موتور ۱٫۵ لیتری تنفس طبیعی چهارسیلندر خطی با قدرت ۱۱۶ اسب بخار و گشتاور ۱۴۳ نیوتن متر بهره می‌برد که به یک جعبه‌دنده سی‌وی‌تی متصل شده‌است. یک نوع شیک‌تر با بدنه دو رنگ و گزینه‌های قابل انتخاب بیشتر با نام چری اومودا ۳ نیز در دسترس است. پیشرانه اومودا ۳ با مدل معمولی یکسان است. این خودرو در ایران با نام ام‌وی‌ام ایکس۳۳ کراس عرضه می‌شود.

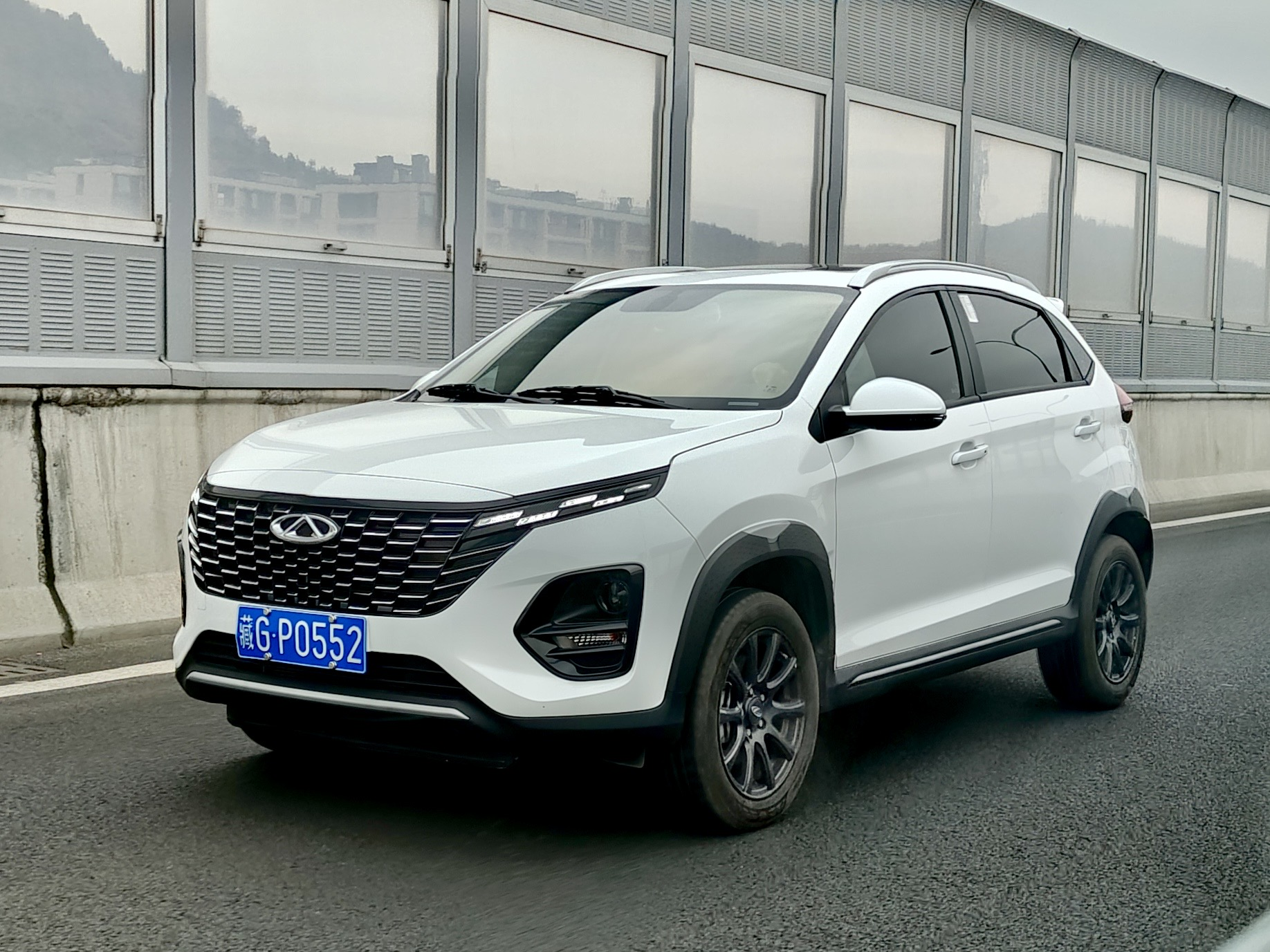
فیس‌لیفت ۲۰۲۳
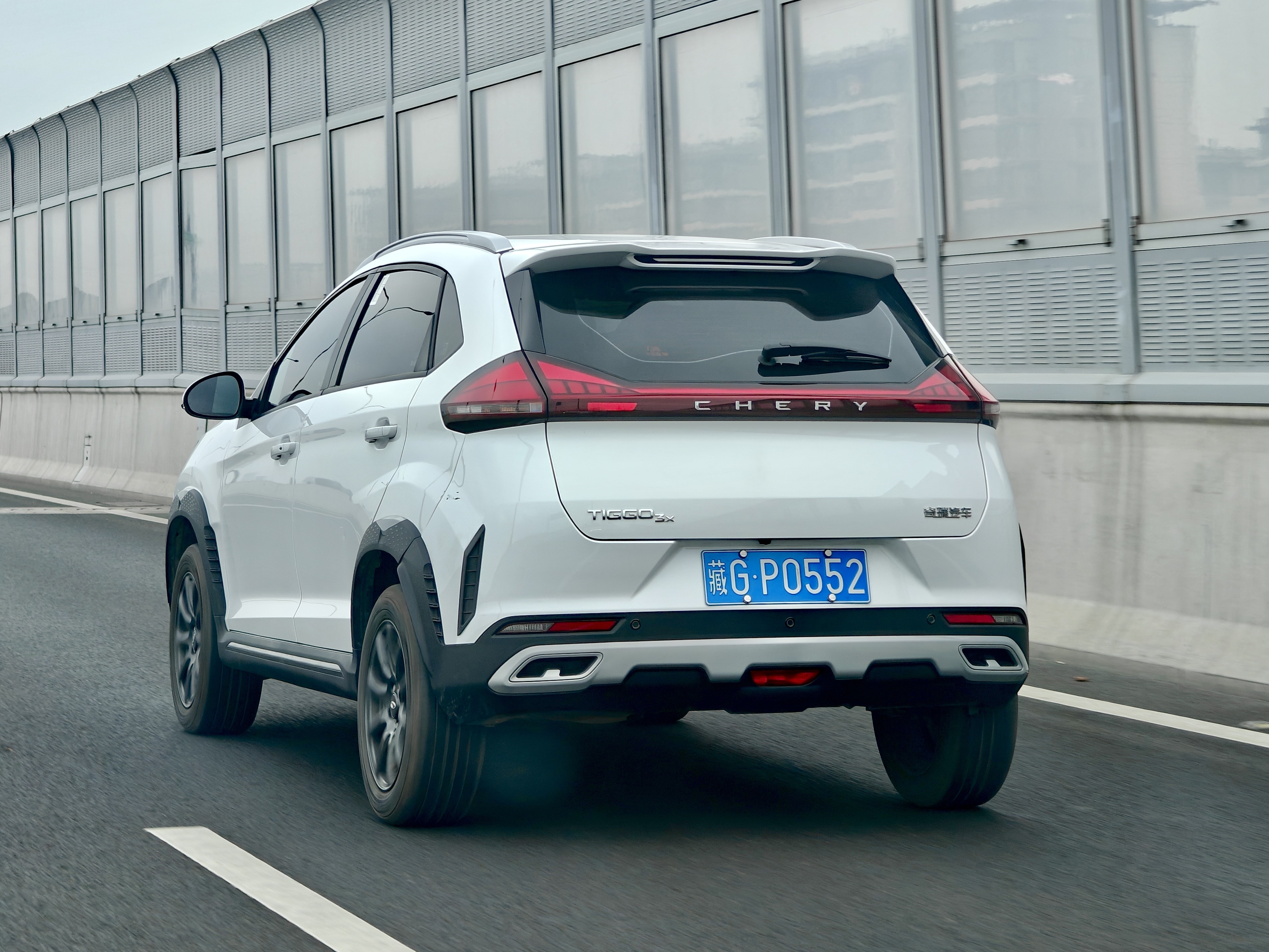
نمای عقب
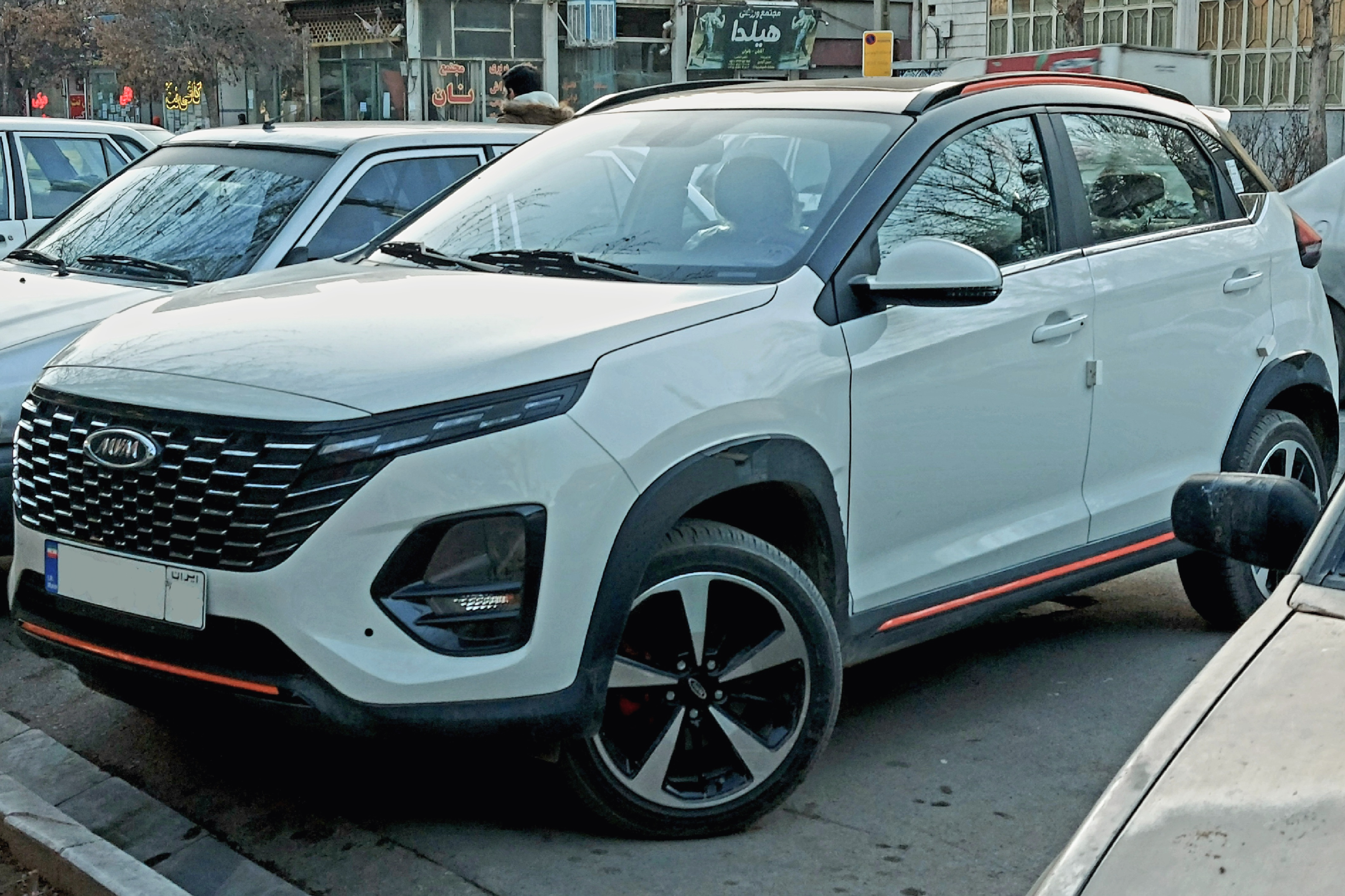
ام‌وی‌ام ایکس۳۳ کراس (ایران)

## مدل برقی
چری تیگو ۳ایکس‌ئی یا چری تیگو ۳ایکس ئی‌وی خودرویی برقی است که بر اساس تیگو ۳ایکس ساخته شده‌است. استایل بیرونی تا حد زیادی یکسان باقی مانده‌است؛ با این حال وجود برخی خطوط آبی رنگ در چراغ‌های جلو و جلوپنجره آن را از مدل بنزینی متمایز می‌کند. تیگو ۳ایکس ئی‌وی از یک موتور الکتریکی با قدرت ۱۲۱ اسب بخار نیرو می‌گیرد.

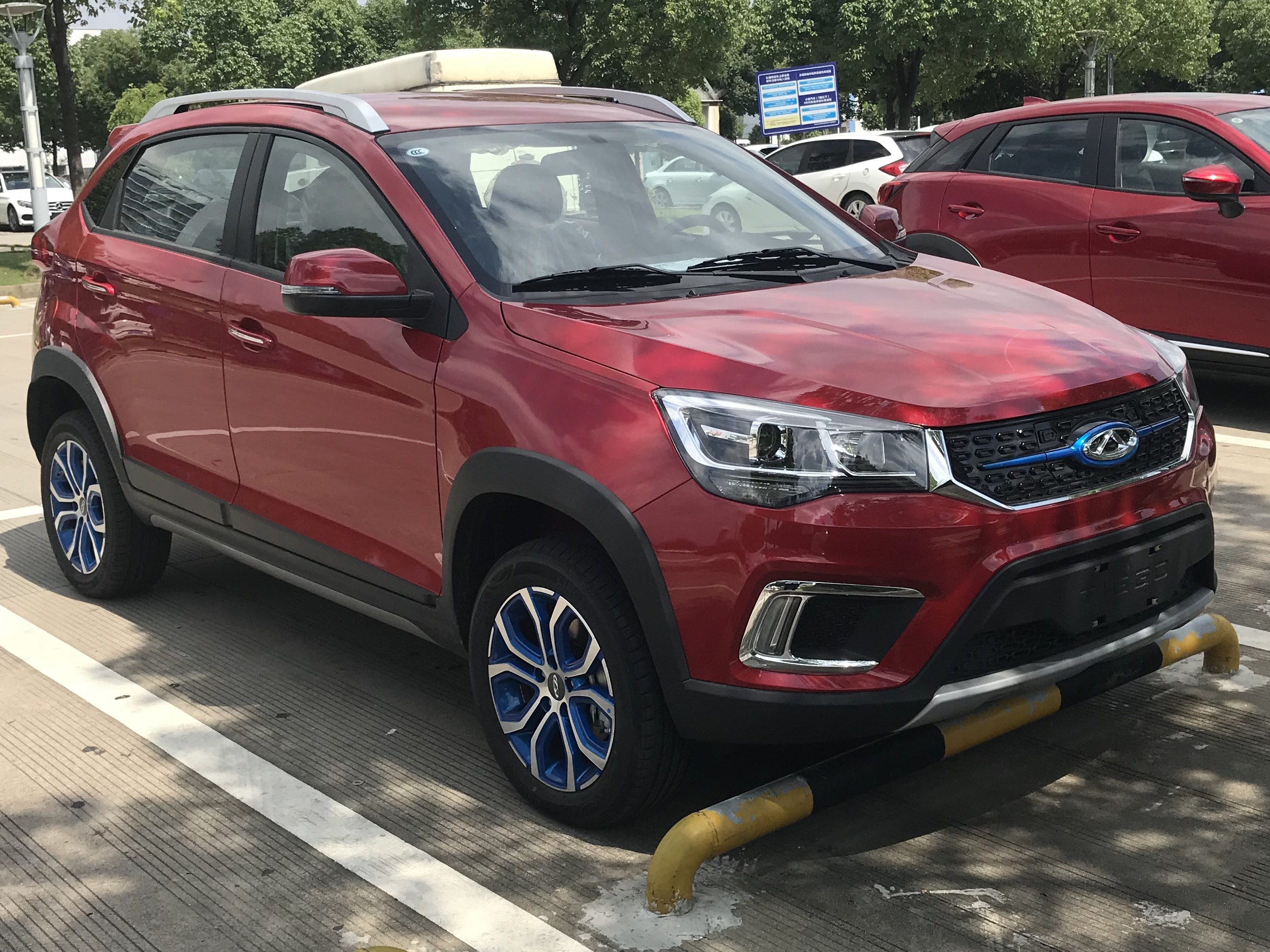
چری تیگو ۳ایکس‌ئی، نمای جلو
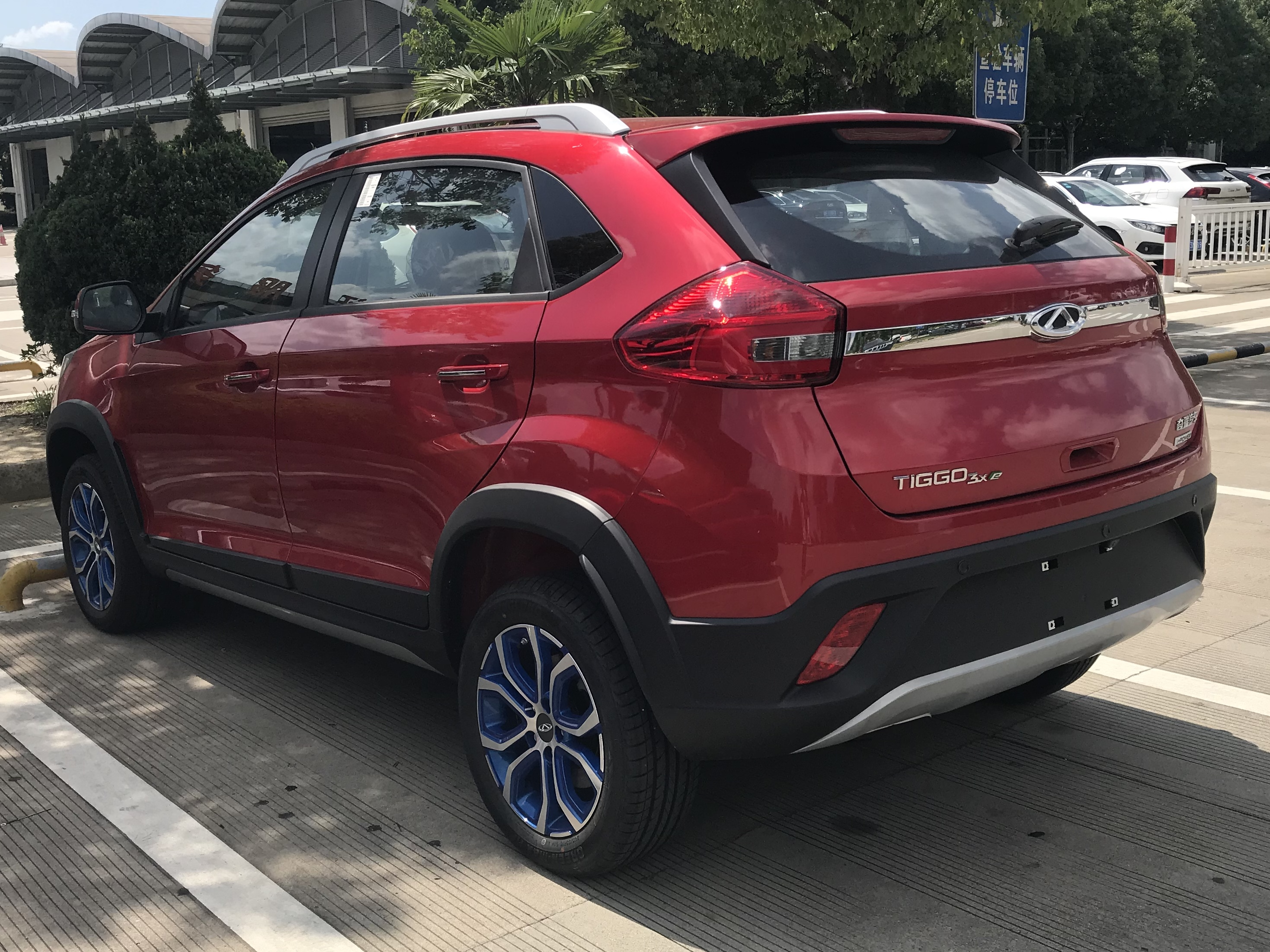
چری تیگو ۳ایکس‌ئی، نمای عقب
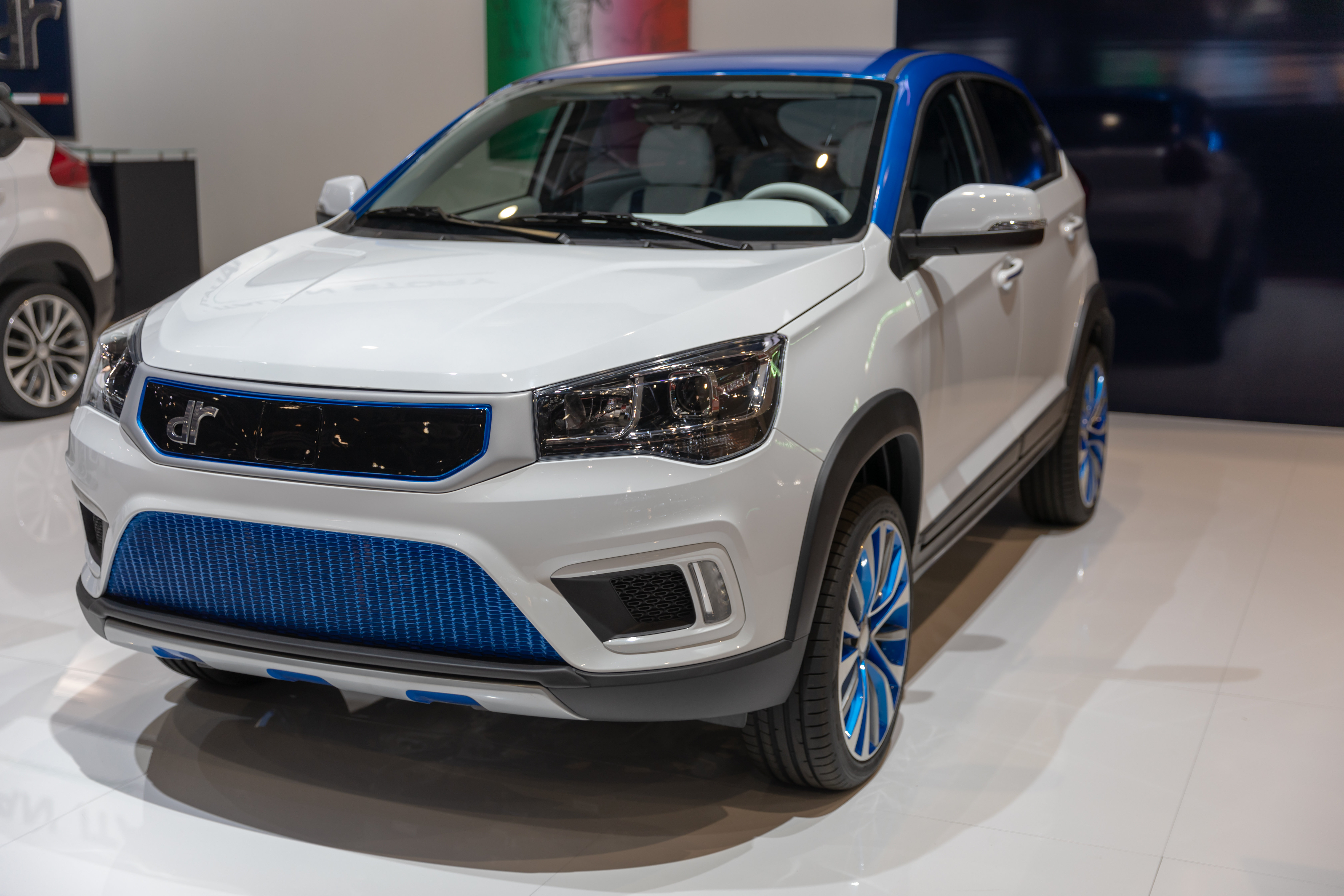
دی‌آر۳ ئی‌وی